# 佐世村 (長崎県)
佐世村（させそん）は、長崎県東彼杵郡の最北端にあった村。1902年（明治35年）に同郡の佐世保村 より分村し。1927年（昭和2年）に日宇村とともに佐世保市へ編入した。
現在の佐世保市本庁地区管内の北部、梅田町・横尾町・春日町・桜木町・赤木町・田代町・烏帽子町（一部）にあたる。

## 地理
- 山：烏帽子岳、将冠岳
- 河川：佐世保川、赤木川、田代川
- ダム：山の田水源池

## 沿革
- 1889年（明治22年）4月1日 - 町村制施行により、東彼杵郡佐世保村が単独村制にて発足。
- 1902年（明治35年）4月1日 - 佐世保村が市制施行し、佐世保市となる。同時に佐世保村の北部（横尾免、山中免、熊ヶ倉免のそれぞれ全域、および折橋免のうち字山ノ田）を分離し、東彼杵郡佐世村が発足[3]。
- 1908年（明治41年）3月 - 海軍省によって建設されていた「山の田水源池」竣工。
- 1927年（昭和2年）4月1日 - 東彼杵郡日宇村と共に佐世保市に編入し、佐世村は自治体として消滅。

## 地名
免を行政区域とする。大字は設置していない。
- 折橋免（字山ノ田）
- 熊ヶ倉免
- 山中免
- 横尾免

## 名所・旧跡
- 春日神社